# Peronaea gaimardi
Peronaea gaimardi is een tweekleppigensoort uit de familie van de Tellinidae. De wetenschappelijke naam van de soort is voor het eerst geldig gepubliceerd in 1915 door Tom Iredale.